# Nokia C30
Nokia C30 — фаблет початкового рівня, розроблений компанією HMD Global під брендом Nokia. Був представлений 27 липня 2021 року. В Україні смартфон поступив у продаж 12 жовтня 2021 року разом з Nokia 6310 (2021).

## Дизайн
Екран виконаний зі скла. Корпус виконаний з пластику з хвилястою фактурою.
Ззовні Nokia C30 схожий на Nokia C20 Plus.
Знизу знаходяться роз'єм microUSB та мікрофон. Зверху розташований 3.5 мм аудіороз'єм. З правого боку розміщені кнопки регулювання гучності та кнопка блокування смартфона. Місця під 2 SIM-картки і карту пам'яті формату microSD до 256 ГБ розташовані під знімною задньою панеллю. Ззаду розміщені динамік з точкою, що випирає, аби у лежачому положенні динамік не перекривався, логотип «NOKIA», сканер відбитків пальців, круглий блок подвійної камери і зліва від нього LED спалах.
Nokia C30 продається в 3 кольорах: зеленому, білому та Темно-сірому. В Україні офіційно доступний тільки зелений колір.

## Технічні характеристики

### Платформа
Смартфон отримав процесор Unisoc SC9863A та графічний процесор IMG8322.

### Батарея
Батарея отримала об'єм 6000 мА·год, що є найбільшим об'ємом акумулятора в телефонах Nokia на момент випуску.

### Камера
Пристрій отримав основну подвійну камеру 13 Мп (ширококутний) + 2 Мп, f/2.4 (сенсор глибини) зі здатністю запису відео в роздільній здатності 1080p@30fps. Фронтальна камера отримала роздільність 5 Мп, світлосилу f/2.2 та можливість запису відео в роздільній здатності 720p@30fps.

### Екран
Екран IPS LCD, 6.82", HD+ (1600 × 720) зі співвідношенням сторін 20:9, щільністю пікселів 257 ppi та краплеподібним вирізом під фронтальну камеру.

### Пам'ять
Nokia C30 продається в комплектаціях 2/32, 3/32, 3/64 та 4/64 ГБ. В Україні офіційно доступна тільки версія 2/32 ГБ.

### Програмне забезпечення
Смартфон працює на Android 11 (Go Edition).